# Гонзо журналистика
Гонзо журналистиката е субективен стил на журналистическо повествование, който се води от първо лице, характеризиращ се с преувеличени оценки и груба лексика. Считана е за клон на жанра нова журналистика.
В нея репортерът е непосредствен участник в описаните събития и използва личния си опит и емоции, за да подчертае основния смисъл на тези събития. Основни елементи на този тип журналистика са използването на цитати, сарказъм, осмиване, преувеличение и жаргонна лексика.

## История на термина
Термина гонзо журналистика за първи път използва Бил Кардозо — редактор във вестник „Бостън Глоуб“, след прочитане на статията „Дербито в Кентъки е упадъчно и порочно“ (The Kentucky Derby Is Decadent and Depraved) от Хънтър Томпсън, публикувана в месечното списание Scanlan’s Monthly през юни 1970 година.
Кардозо твърди, че в ирландския сленг на Южен Бостън „гонзо“ означава последния човек от компанията, който остава прав след цяла нощ пиянски маратон. Също така твърди, че произлиза от френско-канадската дума gonzeaux (испанската gonzagas според друга версия) и означава „нелепости“ или „направих те да за смях“, но това твърдение се оспорва.

## Хънтър Томпсън
Автор е на романа „Страх и ненавист в Лас Вегас“, с който става известен. Първите глави са публикувани в списание „Ролинг Стоун“ през 1971 година, след което започва сътрудничество между музикалното списание и писателя, продължило повече от 30 години.
Макар тази книга да се счита за основен пример за гонзо журналистика, Томпсън го разглежда като неуспешен експеримент. Въпреки оценката му за романа критиците го наричат върховно постижение в гонзо журналистиката. Томпсън се нарежда сред легендите на американската журналистика.
През 1966 година написва бестселъра „Ангелите на ада: странната и ужасна сага на рокерските банди извън закона“ (Hell`s Angels: The Strange and Terrible Saga of the Outlaw Motorcycle Gangs). Романът полага основата на „гонзо журналистиката“. Няколко месеца преди самоубийството си през 2005 г. казва за „гонзо“: „Това е португалска дума, която означава извън пътя“.